# مرفق

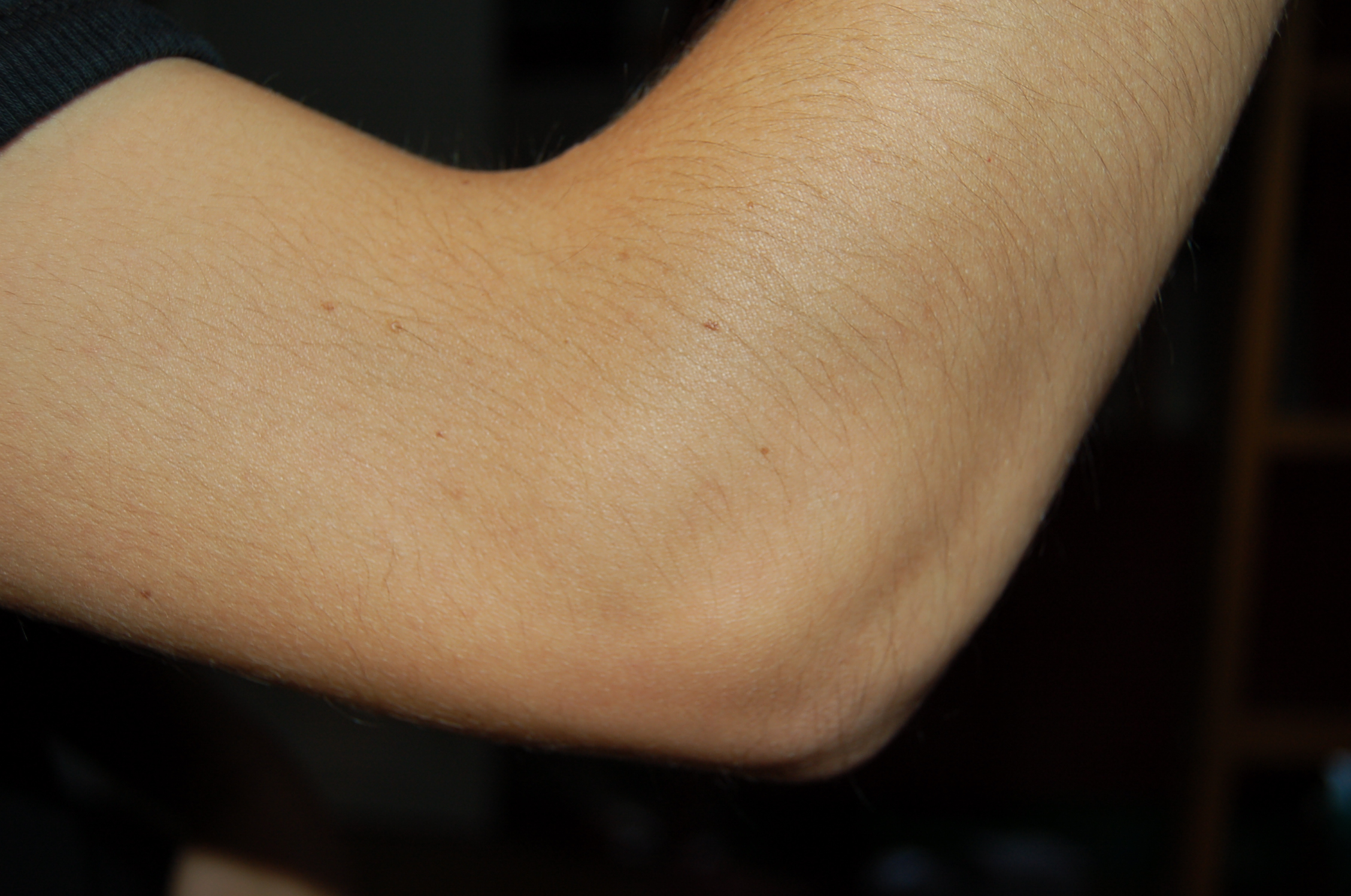
المرفق

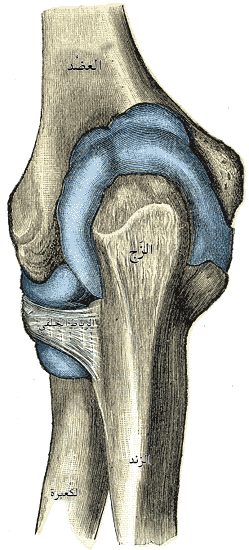
اتصال عظمة العضد مع عظمي الزند والكعبرة

المِرفَق (باللاتينية: Cubitus) هو المفصل المرئي بين الجزأين العلوي والسفلي من الذراع. ويشمل المفصل عدّة تراكيب مهمة مثل الزُّج (النتوء العظمي الزندي في المرفق)، والحفرة المرفقية، واللقيمتان الأنسية والوحشية، ومفصل المرفق. مفصل المرفق هو المفصل الزلالي بين عظم العضد في جزئه السفلي والكعبرة والزند في الساعد مما يسمح بتحريك الساعد واليد باتجاه الجسم وبعيدًا عنه.
يُعرِّف نظام فهرسة المواضيع الطبية المرفق بأنه مفصل خاص بالإنسان والرئيسيات الأخرى، على الرغم من أنه يستخدم كثيرًا للإشارة إلى المفاصل الأمامية للثدييات الأخرى، مثل الكلاب.
اسم المرفق باللاتينية هو cubitus، وبالتالي فإن كلمة cubital تستخدم في بعض المصطلحات المتعلقة بالمرفق، مثل اسم العقد المرفقية «cubital nodes» على سبيل المثال.

## البنية

### المفصل
يتكون مفصل المرفق من ثلاثة أجزاء مختلفة محاطة بمحفظة مفصلية مشتركة. تتشكل هذه المفاصل بين عظام المرفق الثلاثة، وهي عظم العضد في الذراع، وعظمَي الكعبرة والزند في الساعد.
في الوضع التشريحي يمكن ملاحظة أربعة معالم عظمية رئيسية للمرفق. في الجزء السفلي من عظم العضد توجد اللقيمة الأنسية والوحشية، على الجانب الأقرب من الجسم (الأنسي) والجانب بعيدًا عن الجسم (الوحشي) بالترتيب. المعلم الثالث هو الزُّج الموجود على رأس عظم الزند، يرتسم منه خط أفقي يسمى خط هويتر. عندما ينثني المرفق، يتشكل مثلثًا يسمى مثلث هويتر، والذي يشبه مثلث متساوي الأضلاع.
يوجد على سطح عظم العضد مقابل السطح المفصلي البكرة العضدية. في معظم الناس، يكون الأخدود الذي يمر عبر البكرة العضدية عموديًا على الجانب الأمامي ولكنه ينحرف في الجانب الخلفي. ينتج عن هذا محاذاة الساعد مع الجزء العلوي من الذراع أثناء الانثناء، وتشكيل زاوية مع الجزء العلوي من الذراع أثناء الانبساط وهي الزاوية المعروفة بزاوية الحمل.
يشترك المفصل الكعبري الزندي العلوي في محفظة المفصل مع مفصل المرفق، ولكنه لا يلعب دورًا وظيفيًا في المرفق.

#### محفظة المفصل
يجتمع مفصل المرفق والمفصل الكعبري الزندي العلوي بواسطة محفظة ليفية واحدة. تقوّي بواسطة الأربطة الموجودة على الجانبين المفصل، ولكنها ضعيفة نسبيًا في الأمام والخلف.
على الجانب الأمامي، تتكون المحفظة بشكل أساسي من ألياف طولية. ومع ذلك، تتوضع بعض الحزم بين هذه الألياف بشكل غير طولي أو مستعرض، مما يزيد سماكة المحفظة ويقويها. يشار إلى هذه الحزم باسم الرباط المحفظي. تتداخل ألياف عميقة من العضلة العضدية من الأمام مع المحفظة وتعمل على شدها هي والغشاء الموجود تحتها أثناء الانثناء لمنعها من الانضغاط.
على الجانب الخلفي، تكون المحفظة رقيقة وتتكون أساسًا من ألياف عرضية. يمتد عدد قليل من هذه الألياف عبر الحفرة الزجية دون الالتصاق بها وتشكل شريطًا عرضيًا طرفه العلوي حر. على الجانب الزندي، تصل المحفظة حتى الجزء الخلفي من الرباط الحلقي. تتصل المحفظة في الخلف بوتر العضلة ثلاثية الرؤوس مما يمنعها من الانضغاط أثناء الانبساط.

#### الغشاء الزليلي
الغشاء الزليلي لمفصل المرفق واسع جدًا. يمتد على عظم العضد من الحواف المفصلية ويغطي الحفرة الزندية والكعبرية من الأمام والحفرة الزجية من الخلف. وتمتد في الطرف البعيد حتى عنق عظم الكعبرة وأعلى المفصل الكعبري الزندي. وهو مدعوم برباط رباعي أسفل الرباط الحلقي حيث يشكل أيضًا ثنية تمنح رأس عظم الكعبرة حرية الحركة.
يوجد أيضًا عدة طيات زليليّة تنتأ في التجاويف المفصلية. تعتبر هذه الطيات أو الثنيات بقايا التطور الجنيني الطبيعي ويمكن تصنيفها إما على أنها أمامية (الطية العضدية الأمامية) أو خلفية (الطية الزجية). عادةً ما توجد طية على شكل هلال بين رأس عظم الكعبرة ورأس عظم العضد.
يوجد على عظم العضد وسادات دهنية تحيط بالحفر المفصلية الثلاثة. تملأ هذه الوسادات الحفرة الكعبرية والإكليلانية للعضد من الأمام أثناء الانبساط، والحفرة الزجية من الخلف أثناء الانثناء. وتُزاح بعظمَي الزند والكعبرة عند الحركة.

#### الأربطة
يحتوي المرفق، مثل المفاصل الأخرى، على أربطة في كلا الجانبين. يوجد ثلاثة أربطة مثلثية الشكل تلتحم مع محفظة المفصل. وتكون موجودة دائمًا حول محور المفصل المستعرض، وبالتالي فهي دائمًا ما تكون مشدودة نسبيًا وتفرض قيودًا صارمة على التبعيد والتقريب والدوران المحوري للمرفق.
تتوضع نهاية الرباط الجانبي الزندي على اللقيمة الأنسية. يمتد جزؤه الأمامي من الجانب الأمامي للقيمة الأنسيّة حتى الحافة الأنسيّة للناتئ الإكليلي، بينما يمتد الجزء الخلفي من الجانب الخلفي للقيمة الأنسيّة حتى الجانب الأنسي من الزّج. ينفصل هذين الشريطين بواسطة جزء وسيط أرق، وتتحد نهايتهما البعيدة بشريط عرضي يبرز تحته الغشاء الزليلي أثناء حركات المفصل. يرتبط الجزء الأمامي ارتباطًا وثيقًا بوتر العضلات المثنية السطحية للساعد، ومنه تنشأ العضلة المثنية السطحية للأصابع. يعبر العصب الزندي عبر جزئه الأوسط عند دخوله الساعد.
يصل الرباط الجانبي الكعبري حتى اللقيمة الوحشية أسفل الوتر الباسط المشترك، ويُميّز بشكل أقل من الرباط الجانبي الزندي، الذي يلتحم مع الرباط الحلقي الزندي وتصل حوافه حتى الثلمة الكعبرية للزند.

### العضلات

#### الانثناء
توجد ثلاث عضلات مثنية رئيسية في المرفق:
- تعمل العضلة العضدية حصريًا كعضلة مثنية للمرفق، وهي واحدة من العضلات القليلة في جسم الإنسان التي تكون ذات وظيفة واحدة. تنشأ من الجانب الأمامي من عظم العضد وتندخل في أحدوبة الزند.
- تعمل العضلة العضدية الكعبرية كعضلة مثنية للمرفق بشكل أساسي، ولكنها أيضًا تبسط المرفق أثناء الكب الشديد وتكبّه أثناء البسط الشديد. وتنشأ من الحرف الوحشي فوق اللقمة العضدية في الجزء البعيد من عظم العضد وترتكز على الجزء البعيد من الزائدة الإبرية للكعبرة.
- العضلة ذات الرأسين العضدية هي العضلة المثنية الرئيسية للمرفق، ولكنها تلعب أيضًا، بصفتها عضلة ثنائية المفصل، أدوارًا ثانوية مهمة كمثبت للكتف وكعضلة باسطة. تنشأ من لوح الكتف بوتران: الوتر الطويل من الحديبة فوق الحقية فوق مفصل الكتف مباشرة والوتر القصير من الناتئ الغرابي في الجزء العلوي من لوح الكتف. ترتكز بشكل أساسي على الأحدوبة الكعبرية.

العضلة العضدية هي العضلة الرئيسية المستخدمة عند ثني المرفق ببطء. أثناء الثني السريع والقوي، تتشارك العضلات الثلاثة بمساعدة عضلات الساعد السطحية التي تنشأ من الجانب الإنسي للمرفق. تزداد كفاءة العضلات المثنية بشكل كبير عندما ينثني المرفق حتى 90 درجة، إذ تكون العضلة ذات الرأسين بأقصى فعالية لها عند انثناء 80-90 درجة والعضدية عند انثناء 100-110 درجة.

### التعصيب
يُعصّب المرفق من الأمام بفروع من العصب العضلي الجلدي، والعصب الناصف، والعصب الكعبري، ومن الخلف بالعصب الزندي وفرع العصب الكعبري حتى العضلة المرفقية.